# Polo aquático nos Jogos Pan-Americanos
O Polo aquático nos Jogos Pan-Americanos foi introduzido em 1951, em Buenos Aires, apenas no masculino. O Feminino começou na edição de Winnipeg em 1999.

## Masculino

### Quadro de medalhas
até 2023.
| #  | País           |    |   |   | Total |
| -- | -------------- | -- | - | - | ----- |
| 1. | Estados Unidos | 14 | 4 | 1 | 19    |
| 2. | Argentina      | 2  | 1 | 2 | 5     |
| 3. | Brasil         | 1  | 8 | 5 | 14    |
| 4. | Cuba           | 1  | 5 | 2 | 8     |
| 5. | México         | 1  | 0 | 2 | 3     |
| 6. | Canadá         | 0  | 1 | 6 | 7     |

### Edições
| Edição | Ano  | Sede                                 | Ouro           | Prata          | Bronze         |
| ------ | ---- | ------------------------------------ | -------------- | -------------- | -------------- |
| I      | 1951 | Buenos Aires · Argentina             | Argentina      | Brasil         | Estados Unidos |
| II     | 1955 | México · México                      | Argentina      | Estados Unidos | Brasil         |
| III    | 1959 | Chicago · Estados Unidos             | Estados Unidos | Argentina      | Brasil         |
| IV     | 1963 | São Paulo · Brasil                   | Brasil         | Estados Unidos | Argentina      |
| V      | 1967 | Winnipeg · Canadá                    | Estados Unidos | Brasil         | México         |
| VI     | 1971 | Cali · Colômbia                      | Estados Unidos | Cuba           | México         |
| VII    | 1975 | México · México                      | México         | Estados Unidos | Cuba           |
| VIII   | 1979 | Porto Rico · Porto Rico              | Estados Unidos | Cuba           | Canadá         |
| IX     | 1983 | Caracas · Venezuela                  | Estados Unidos | Cuba           | Canadá         |
| X      | 1987 | Indianápolis · Estados Unidos        | Estados Unidos | Cuba           | Brasil         |
| XI     | 1991 | Havana · Cuba                        | Cuba           | Estados Unidos | Brasil         |
| XII    | 1995 | Mar del Plata · Argentina            | Estados Unidos | Brasil         | Cuba           |
| XIII   | 1999 | Winnipeg · Canadá                    | Estados Unidos | Cuba           | Canadá         |
| XIV    | 2003 | Santo Domingo · República Dominicana | Estados Unidos | Brasil         | Canadá         |
| XV     | 2007 | Rio de Janeiro · Brasil              | Estados Unidos | Brasil         | Canadá         |
| XVI    | 2011 | Guadalajara · México                 | Estados Unidos | Canadá         | Brasil         |
| XVII   | 2015 | Toronto · Canadá                     | Estados Unidos | Brasil         | Canadá         |
| XVIII  | 2019 | Lima · Peru                          | Estados Unidos | Canadá         | Brasil         |
| XIX    | 2023 | Santiago · Chile                     | Estados Unidos | Brasil         | Argentina      |

## Feminino

### Quadro de medalhas
até 2023.
| #  | País           |   |   |   | Total |
| -- | -------------- | - | - | - | ----- |
| 1. | Estados Unidos | 6 | 1 | 0 | 7     |
| 2. | Canadá         | 1 | 6 | 0 | 7     |
| 3. | Brasil         | 0 | 0 | 6 | 6     |
| 4. | Cuba           | 0 | 0 | 1 | 1     |

### Edições
| Edição | Ano  | Sede                                 | Ouro           | Prata          | Bronze |
| ------ | ---- | ------------------------------------ | -------------- | -------------- | ------ |
| XIII   | 1999 | Winnipeg · Canadá                    | Canadá         | Estados Unidos | Brasil |
| XIV    | 2003 | Santo Domingo · República Dominicana | Estados Unidos | Canadá         | Brasil |
| XV     | 2007 | Rio de Janeiro · Brasil              | Estados Unidos | Canadá         | Cuba   |
| XVI    | 2011 | Guadalajara · México                 | Estados Unidos | Canadá         | Brasil |
| XVII   | 2015 | Toronto · Canadá                     | Estados Unidos | Canadá         | Brasil |
| XVIII  | 2019 | Lima · Peru                          | Estados Unidos | Canadá         | Brasil |
| XIX    | 2023 | Santiago · Chile                     | Estados Unidos | Canadá         | Brasil |

## Ligações Externas
- Sports123